# 盧欽 (宣德進士)
盧欽（1403年—？），字敬之，河南開封府祥符縣人，民籍，明朝政治人物。

## 生平
五月二十七日生，宣德七年（1432年）壬子科河南鄉試第十九名舉人，八年（1433年）中式癸丑科會試第六十二名，三甲第二十八名進士。正統二年四月擢授行在户部主事，升郎中，景泰元年八月赴浙江督运京粮，三年閏九月升江西布政司左參政。

## 家族
曾祖盧得林；祖父盧乙福；父盧彥名。母李氏。具慶下。兄昇、銓。娶劉氏。